# Asyndetus interruptus
Asyndetus interruptus is een vliegensoort uit de familie van de slankpootvliegen (Dolichopodidae). De wetenschappelijke naam van de soort is voor het eerst geldig gepubliceerd in 1861 door Friedrich Hermann Loew.